# Галицька площа (Київ)
У Вікіпедії є статті про інші площі з назвою Галицька площа
Га́лицька пло́ща (у 1952—2023 роках — Площа Перемоги) — площа у Шевченківському районі міста Києва, розташована між Берестейським проспектом, бульваром Тараса Шевченка, вулицями Бульварно-Кудрявською, Золотоустівською, Дмитрівською, Олеся Гончара, Саксаганського і Старовокзальною.

## Історія
Площа сформувалася як базарна на західній околиці міста в середині XIX століття. З того часу там існувала торговиця, у 1854 році на її місці офіційно дозволили заснувати базар. Жвава торгівля розпочалася з будівництвом залізниці вздовж річки Либідь та залізничного вокзалу.
1869 року з дозволу російського імператора Олександра ІІ площа отримала назву Галицька (рос. Галичская), оскільки звідси починався шлях до Галичини.
|  | Галицька [площа]: звідси йде дорога до Галичини, давнього надбання Русі та Києва. Оригінальний текст (рос. дореф.) [Галичская [площадь]: отсюда идетъ дорога въ Галицію, древнее достояніе Руси и Кіева.] Помилка: {{Lang}}: невпізнаний код мови: ru-dor (допомога) |

Подекуди згадується під назвою Галицький базар (1883 рік).
1926 року площу було перейменовано на площу Повстання 1905 року (на честь Шулявської республіки), однак ця назва не прижилася. 1944 року назву Галицька площа було підтверджено радянською владою.
У 1952 році площа здобула назву площа Перемоги — на честь перемоги СРСР у німецько-радянській війні.
Сучасна (відновлена історична) назва — з 2023 року.
4 листопада 2023 року з обеліска, відкритого в 1982 році на честь подвигу столиці під час Другої світової війни, зняли зірку СРСР.

## Забудова
Уже у др. пол. XIX — на поч. XX ст. площу заповнювали дрібні крамнички, невеликі майстерні. У 1871 році на Галицькій площі було збудовано єдину за всю історію міста Києва залізну церкву (цегляну з облицюванням із чавунних плит) — церква Іоана Златоуста (знищена у 1934 році, нині на цьому місці будівля Київського цирку).
У 1909—1910 роках Галицьке єврейське товариство своїм коштом збудувало синагогу в глибині кварталу, поблизу Либеді. 1930 року приміщення було передане заводу «Транссигнал» і в ньому облаштували їдальню.
Площа мала неофіційну назву Єврейський базар або Євбаз. Ринок на площі було ліквідовано на початку 1950-х років і перенесено неподалік, у кінець вулиці Жаданівського (нині — Жилянська вулиця) під назвою Новий ринок. Остаточно ринок було ліквідовано у 1970-х роках під час прокладення лінії трамвая.
Саму ж площу протягом 1950–1980-х років було значно перебудовано та реконструйовано, споруджено будівлі цирку, універмагу «Україна» та готелю «Либідь», а 1982 року посеред площі було споруджено обеліск на честь міста-героя Києва (відкрито в рамках святкування «1500-ліття Києва»).
7 листопада 1990 року на площі Перемоги відбувся останній в історії УРСР військовий парад, який через протести громадськості й позицію більшості депутатів Київської міської ради було заборонено проводити на Хрещатику.
У ніч з 6 на 7 листопада на знак протесту проти військового параду на площі Перемоги був виставлений пікет з близько 300 осіб (керівник акції: голова Української студентської спілки (УСС) Олесь Доній, заступник-голова Спілки незалежної української молоді (СНУМ) м. Києва Дмитро Тузов). Уночі молодіжний пікет був брутально розігнаний міліцейськими загонами ОМОН. 
Історії та сьогоденню площі присвячено фотоальбом Дмитра Малакова «Тут був Євбаз, а потім — площа Перемоги».

## Зображення

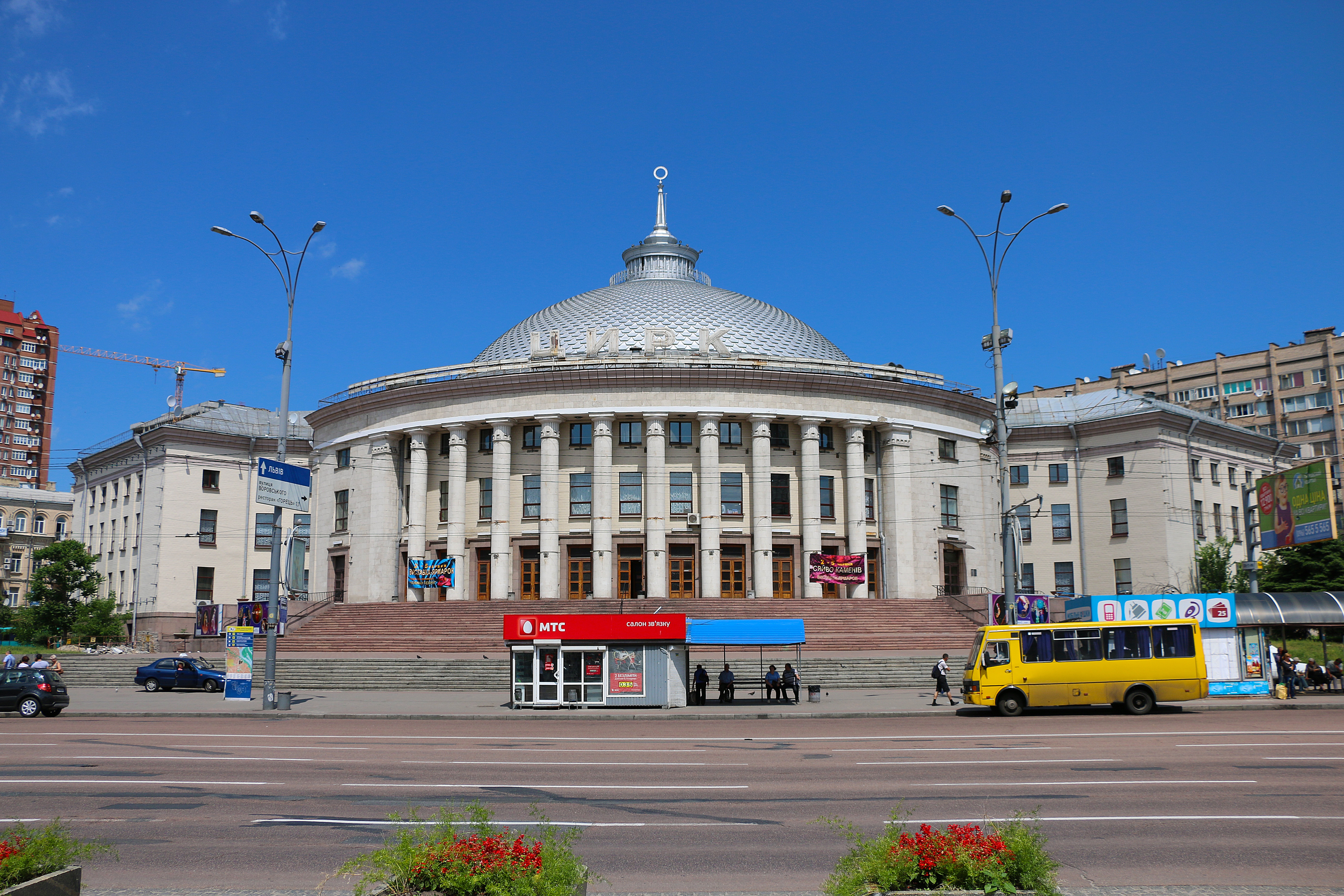
Національний цирк України
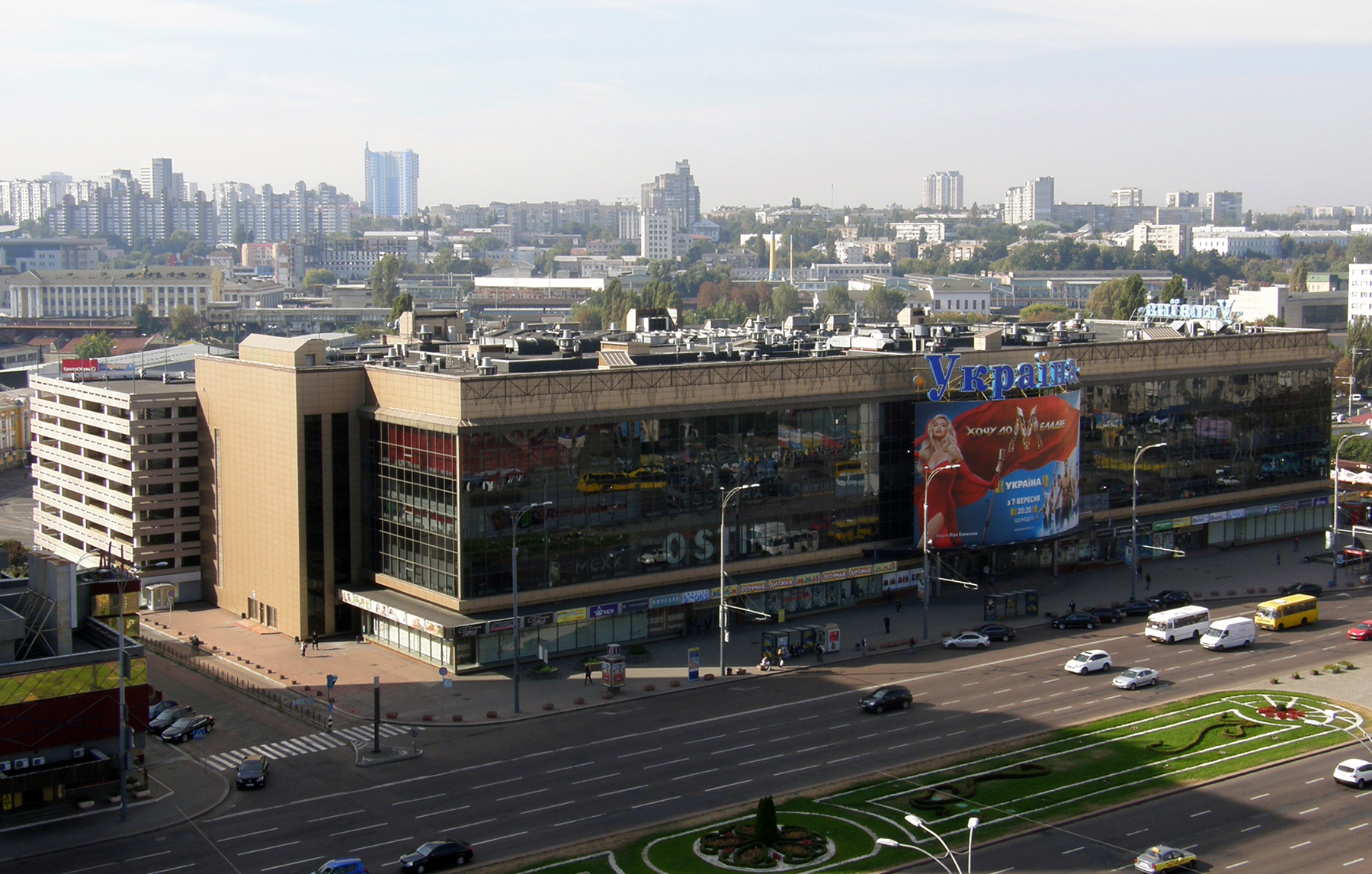
Універмаг «Україна»
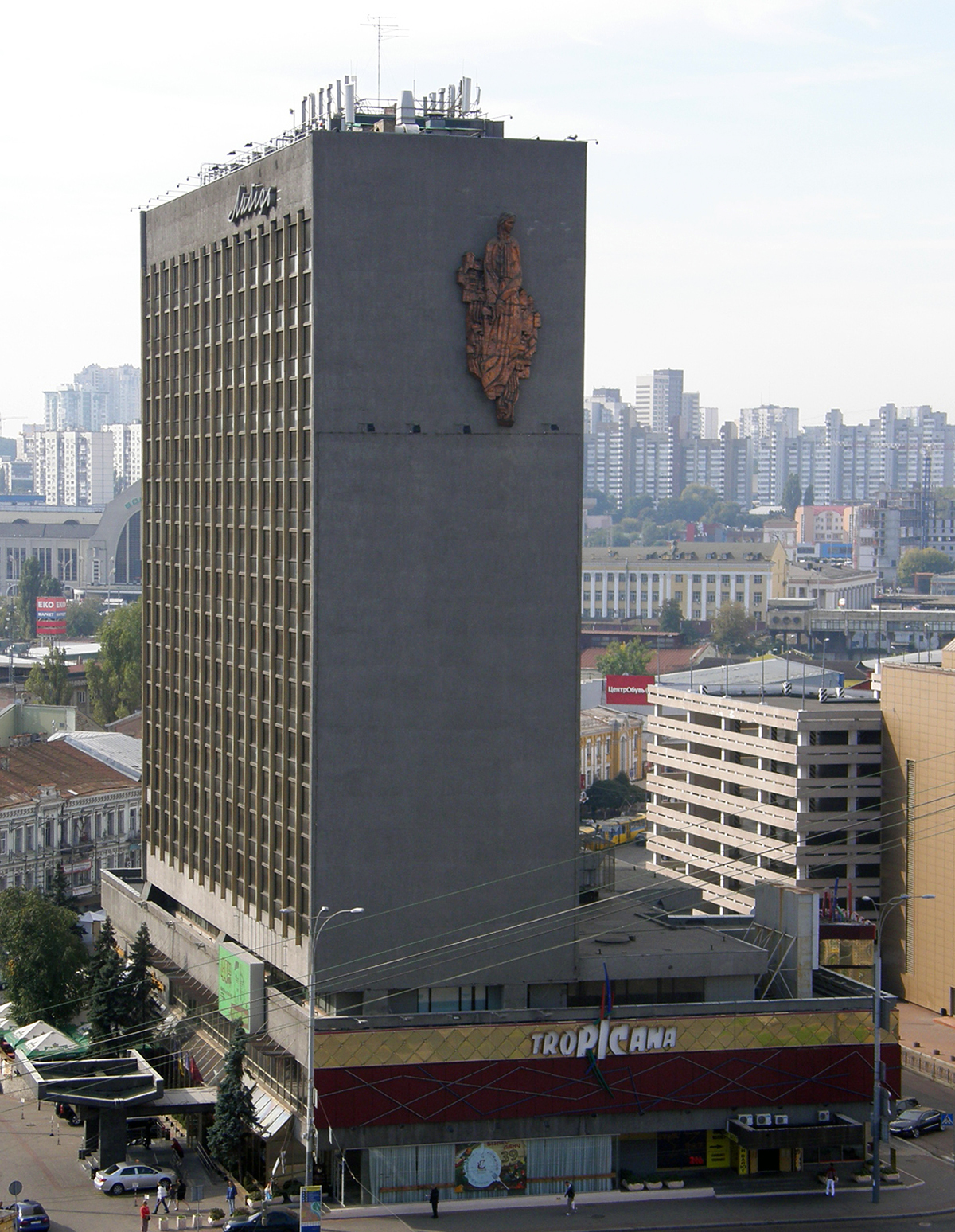
Готель «Либідь»
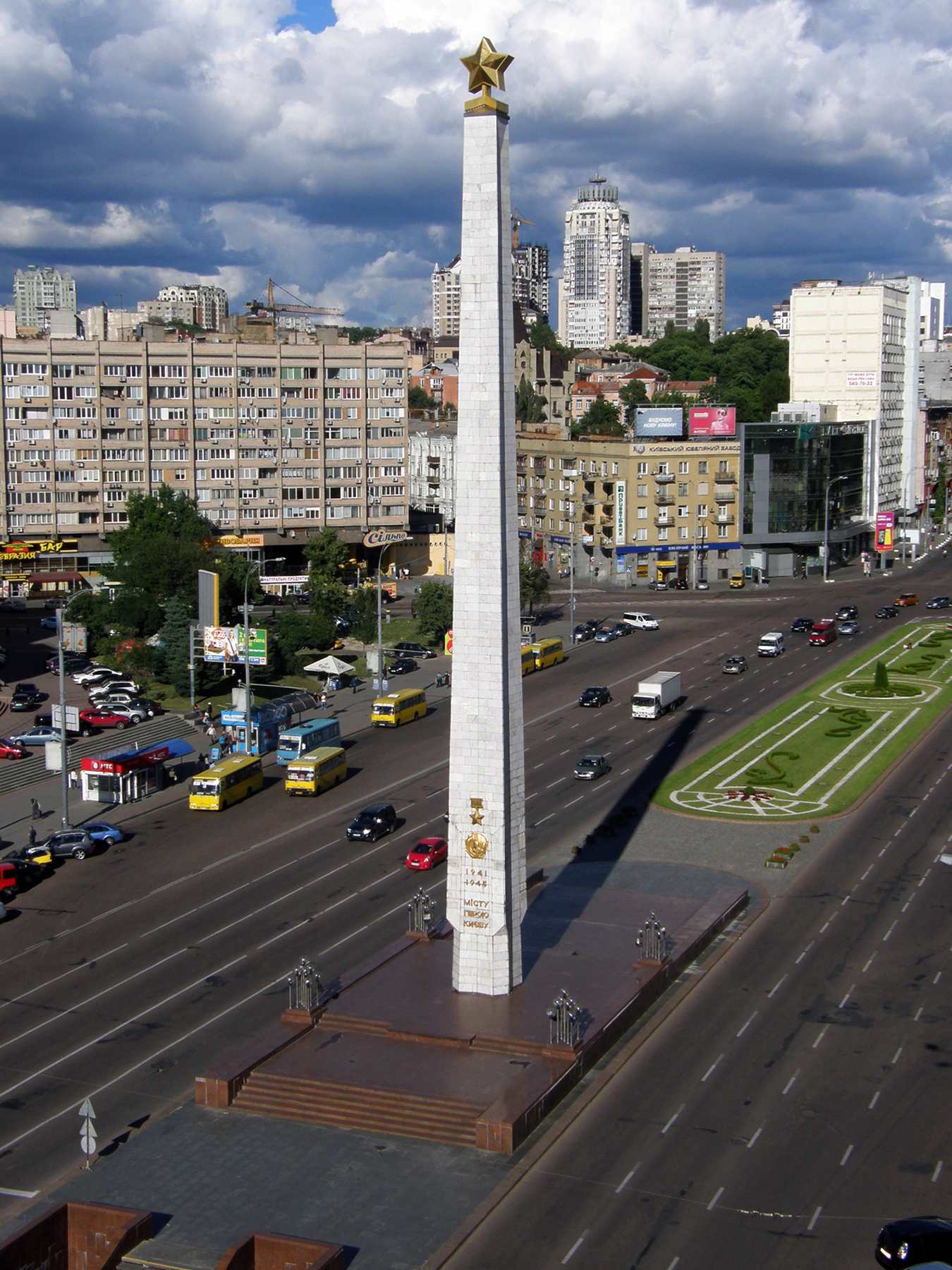
Обеліск на честь міста-героя Києва
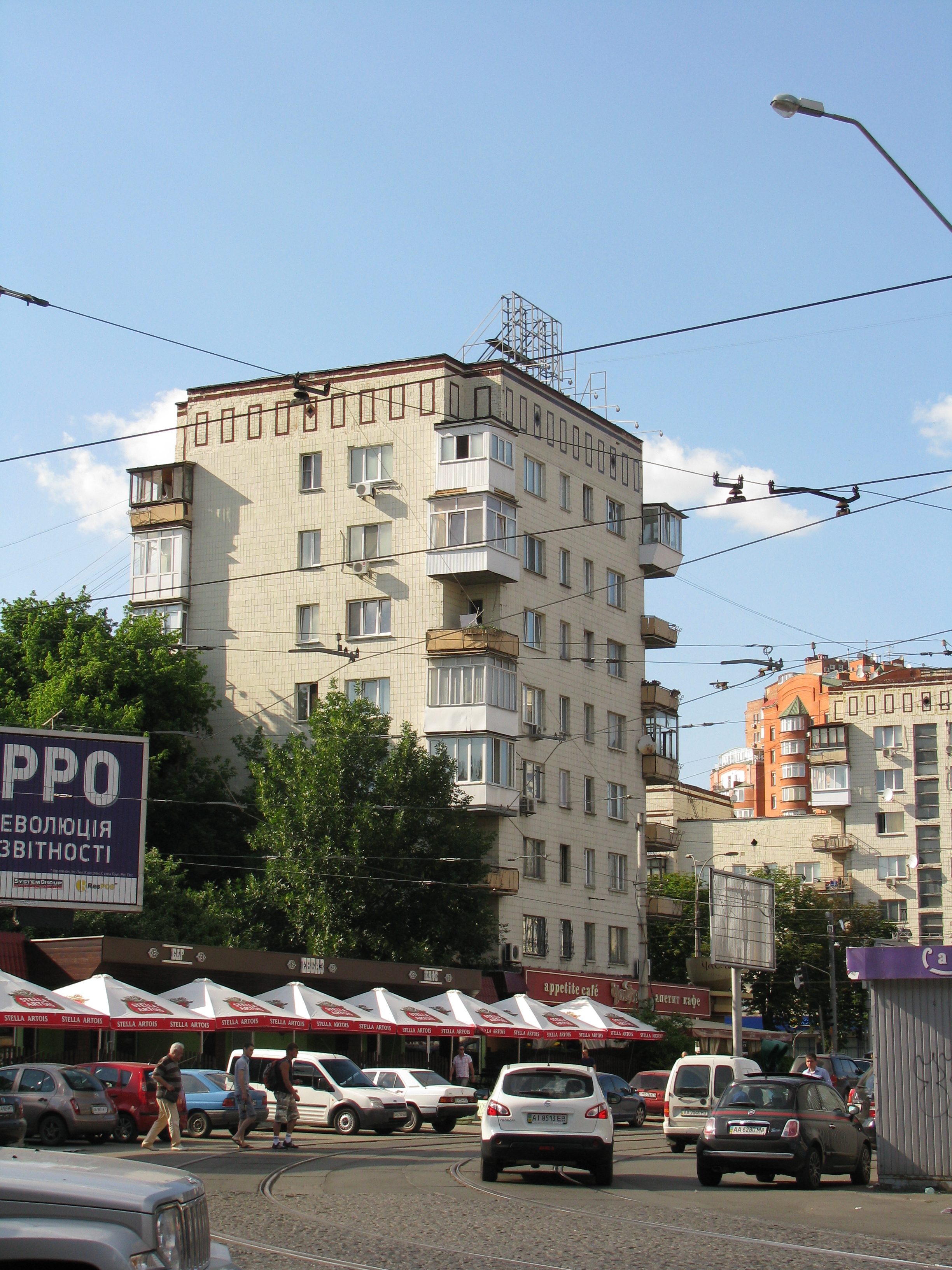
Будинок, у якому в 1962–1974 рр. мешкав С. Й. Параджанов

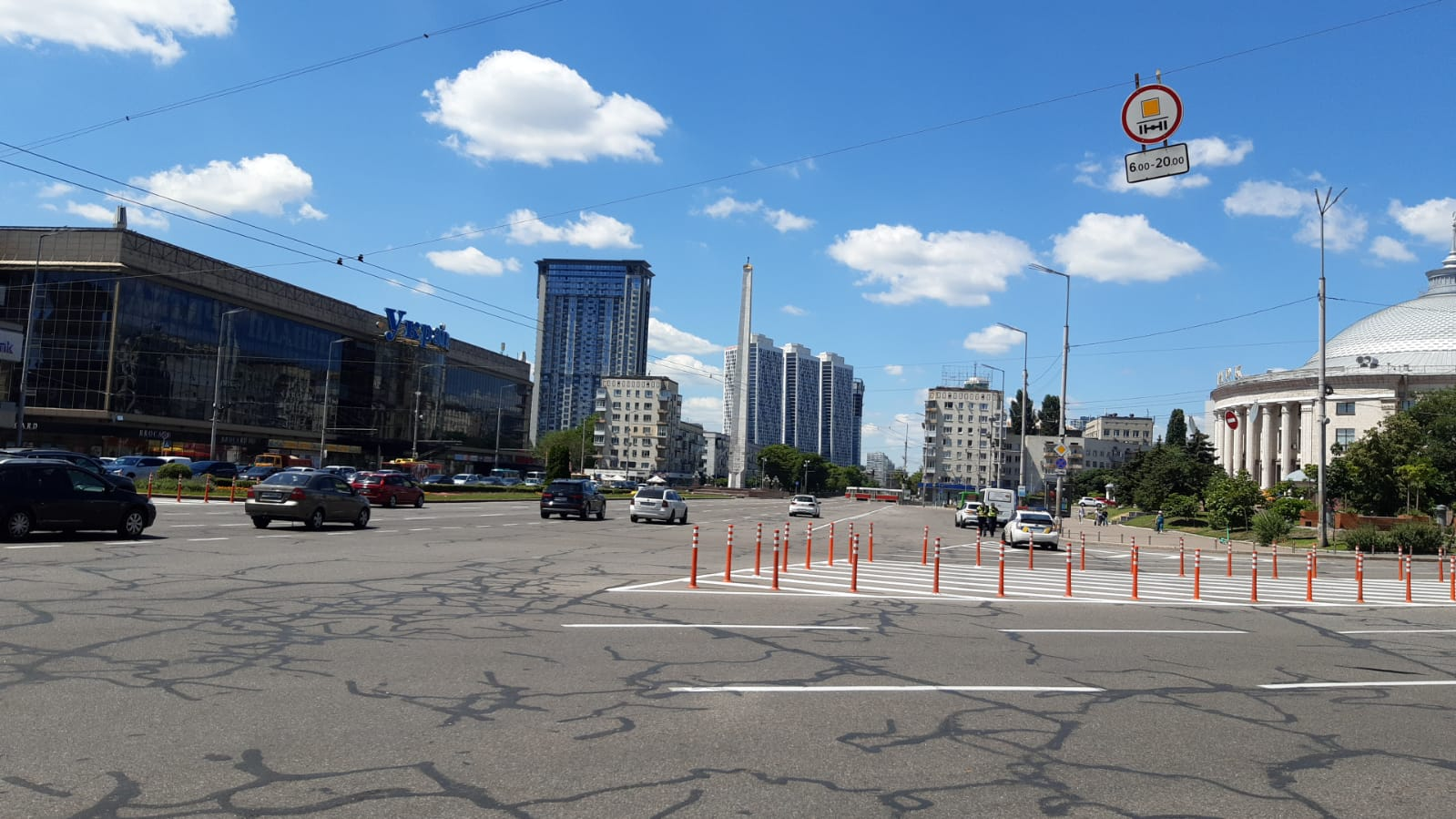
Вид на хмарочоси